# M/F Marstal (1999)
 Der er for få eller ingen kildehenvisninger i denne artikel, hvilket er et problem. Du kan hjælpe ved at angive troværdige kilder til de påstande, som fremføres i artiklen.

M/F Marstal er en dansk færge, der først sejlede på overfarten Marstal-Rudkøbing. Den blev bygget i 1998, og indsat på overfarten 15. maj 1999, hvor den erstattede den gamle færge, med samme navn, fra 1965. Færgen havde dagligt 6 afgange og overfartstiden var 1 time. Færgen er en tvillingefærge til M/F Ærøskøbing. Begge færger var fra 12. maj, 1999 til 11. december, 2012 ejet af Kommunekredit og leaset af Ærø Kommune, der varetager al færgedrift fra Ærø. Fra 12. december 2012 er færgerne ejet af Ærø Kommune.
2012 besluttede Ærø Kommune at M/F Marstal flyttes til ruten mellem Ærøskøbing og Svendborg. Her varetager den sammen med M/F Ærøskøbing overfarten på den 75 minutter lange rute. 

## Færgens historie
- 20. januar 2013 sejlede M/F Marstal sin sidste tur på færgeruten Marstal-Rudkøbing og den 8. februar 2013 blev færgen indsat på færgeruten Ærøskøbing-Svendborg.
- 21. juli 2015 kl. 10.00 havde M/F Marstal et hårdt anløb i Svendborg, som resulterede i en 20 cm. lang flænge i skroget i bagbords side over fenderlisten. Kl. 11.30 samme dag havde færgen endnu et hårdt anløb, denne gang i Ærøskøbing. Ifølge rederiets redegørelse skyldes hændelserne stærk strøm og for høj fart.
- 5. oktober 2015 var M/F Marstal i tåget vejr på vej fra Svendborg til Ærøskøbing og påsejlede et af de afviserværk, der beskytter Svendborgsundbroen mod påsejling. Færgen returnerede til Svendborg for nærmere undersøgelse, og broen blev lukket flere timer til det var konstateret, at den ikke havde lidt skade. Færgen gik senere på dagen på værft i Marstal til reparation.